# Же-де-пом

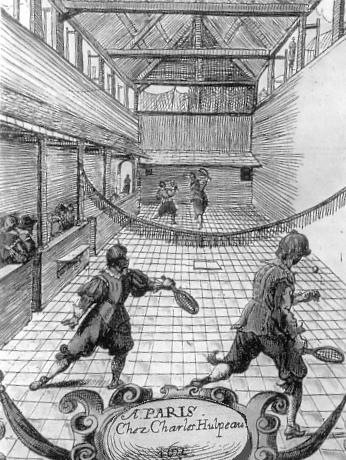
Гра в м'яч

Же-де-пом (фр. jeu de paume, від  jeu — гра і  paume —  долоня) — старовинна гра з м'ячем, прообраз тенісу, в якої м'яч перебивався через сітку або мотузку ракетками (спочатку руками, потім бітами).
Гра набула поширення у XIII–XIV ст. у  Франції,  Італії і  Англії; тільки в одному  дореволюційному Парижі налічувалося 200 залів для гри в м'яч. У XVI столітті на зміну цій грі прийшов  королівський теніс, з якого в XIX столітті народився сучасний, або великий теніс. Же-де-пом також вважається попередником ракетболу і гандболу.

## Техніка гри
Існували два різновиди: лонг-пом (довга пом) і курт-пом (коротка пом). Майданчик для лонг-пом відкритий, 60-80 × 14 м, розділений  мотузкою на висоті 1 м, партія — 5-7 ігор; для курт-пом — зал 28,5 × 9,5 м, висота не менше 7 м, висота сітки 0,92 м у центрі і 1,5 м по краях, партія — з 6 ігор.
М'яч з двох пробкових півкуль, обтягнутий м'якою тканиною, діаметр близько 6 см, вага 16-20 г (лонг-пом) і 60-65 г (курт-пом). Спосіб підрахунку очок, прийнятий в грі (15, 30, 40, гра) використовується в сучасному тенісі.

## Спортивна дисципліна
Проводилися змагання як одиночні, так і командні (у команді 2, 4 або 6 осіб).
Же-де-пом (курт-пом) входив у програму  Олімпійських ігор 1908, на  Олімпійських іграх 1928 проводилися показові виступи.
З грою же-де-пом пов'язана одна зі сторінок  Великої французької революції. 20 червня 1789 року депутати  Генеральних штатів від третього стану, яких не пропустили до зали засідань за королівським наказом, зібралися в розташованому неподалік залі для гри в же-де-пом і поклялися продовжувати збори, поки не буде написана й прийнята конституція. Цей епізод більш відомий під українською назвою «клятва у залі для гри в м'яч».